# Limnichus curtus
Limnichus curtus är en skalbaggsart som beskrevs av Maurice Pic 1922. Limnichus curtus ingår i släktet Limnichus och familjen lerstrandbaggar. Inga underarter finns listade i Catalogue of Life.